# Rápel (mercadotecnia)
En una negociación comercial, se llama rápel al descuento que se concede a un cliente por alcanzar un consumo determinado durante un periodo de tiempo establecido. El rápel suele concederse en forma de escalado de consumos o compras a los que corresponde un escalado de descuentos.
La técnica toma su nombre por la analogía con el deporte de descenso rápel. El objetivo final de esta técnica es premiar el mayor esfuerzo realizado por el cliente concediéndole un descuento superior. Una plantilla típica de rápel podría ser:
1. Por consumos de 0 a 100.000 €: 10%
2. Por consumos de 100.001 a 200.000 €: 20%
3. Por consumos de 10.000.000 a 100.000.000 €: 30%
4. Por consumos superiores a 100.000.000 €: 40%

El elemento característico y diferenciador del descuento tipo «rápel» es que cuando se llega al consumo del segundo escalón, se aplica el precio y descuento del segundo escalón a todo el consumo; esto es, tanto a lo que se empieza a comprar en este segundo tramo, como a lo que se ya se compró en el primer tramo.
En el ejemplo de más arriba, cuando el consumo llega a la cifra de 100.001 €, se aplica el descuento del 20% a los consumos a partir de esta cifra. Pero además, como en los primeros 100.000 € se ha aplicado un descuento de 10%, el proveedor debe reintegrar al cliente el 10% restante que ha pagado “de más”, antes de alcanzar el segundo escalón.
Para que un rápel suponga un incentivo al comprador, la cifra inferior de la escala debe ser ligeramente superior a su consumo habitual. En caso contrario, simplemente se regalaría un porcentaje de descuento al cliente. 
El periodo de consumo suele ser anual pero también se pueden negociar rápeles trimestrales o semestrales. Algunos autores argumentan que estableciendo dos o cuatro rápeles anuales se ejerce una mayor presión sobre el consumo que si se concede anualmente. Es decir, no es lo mismo conceder un rápel anual del 2% por consumos superiores a 100.000 euros que dos rápeles semestrales del 2% sobre consumos superiores a 50.000 euros. En este segundo caso, el cliente se verá forzado a aumentar su consumo en los dos semestres del año mientras que en el primero, podría alcanzar la cifra simplemente cargándose de mercancía en el mes de diciembre. Así, se logra que el volumen total de ventas sea superior en el primer caso. 
Por otra parte, los rápeles se pueden conceder por la totalidad del consumo; si bien también se pueden pactar por determinadas categorías de productos o detraer de su cómputo alguna gamas de baja rentabilidad. Esta modalidad tiene su lógica y razón de ser, en determinados casos, pero su gestión es algo más complicada tanto a la hora de su negociación como al hacer el cálculo de la liquidación-devolución.
Las ventajas que obtiene el proveedor al conceder un rápel en lugar de un descuento en factura son:
- Se difiere la concesión del descuento, lo que supone un beneficio financiero para la compañía.
- La promesa de mayores descuentos por consumos superiores motiva al comprador a concentrar las compras en un solo proveedor en detrimento de otros suministradores.
- El rápel constituye un evidente argumento de ventas en las semanas anteriores al vencimiento del plazo.

La Real Academia Española no recoge el término rápel en el sentido que explica este artículo. Por el contrario, acoge el traído del inglés,  bonus, que define como la prima vinculada, en el ámbito económico o empresarial, al logro de determinados objetivos.
- Datos: Q6100387